# Arboriticus minor
Espèce
Arboriticus minor est une espèce d'araignées mygalomorphes de la famille des Theraphosidae.

## Distribution
Cette espèce est endémique de l'État de São Paulo au Brésil,. Elle se rencontre vers Pilar do Sul et Tapiraí.

## Description
La carapace du mâle holotype mesure 10,52 mm de long sur 8,45 mm et l'abdomen 8,97 mm de long sur 6,49 mm.

## Systématique et taxinomie
Cette espèce a été décrite par Borges et Bertani en 2025.

## Publication originale
- Borges, Abegg, Paladini & Bertani, 2025 : « A new genus and five new species of arboreal tarantulas (Araneae: Theraphosidae) from Brazil. » Zootaxa, no 5679(4), p. 521-551.